# Мужская сборная Чехословакии по баскетболу
Мужская сборная Чехословакии по баскетболу представляла Чехословакию на международных соревнованиях. C 1993 года правопреемником сборной Чехословакии является сборная Чехии, существует также и сборная Словакии.

## История
Чехословацкий союз волейбола и баскетбола стал членом ФИБА в 1932 году, в 1948 году была создана Федерация баскетбола Чехословакии.
Сборная Чехословакии заняла 3-е место на первом чемпионате Европы в Женеве в 1935 году. На первом послевоенном чемпионате в 1946 году чехословаки стали чемпионами, обыграв команду Италии со счётом 34:32, причём решающий бросок состоялся на последней секунде матча. Дальнейшие успехи сборной Чехословакии были скромнее, но команда оставалась одной из сильнейших в Европе: всего на её счету 1 золотая, 6 серебряных и 5 бронзовых медалей европейских первенств. Последним призовым местом в истории чехословацкой сборной был ознаменован чемпионат Европы-1985 в Штутгарте, на котором она заняла 2-е место.
В финальных турнирах чемпионатов мира сборная Чехословакии участвовала 4 раза подряд, наилучшим результатом стало 6-е место на дебютном для команды чемпионате мира-1970. На чемпионате мира 1982 года, ставшим для чехословацкой сборной последним, она заняла 10-е место.
Сборная Чехословакии впервые приняла участие в олимпийском баскетбольном турнире в 1936 году и заняла 11-е место. Всего команда участвовала в играх 7 Олимпиад. Наивысшим достижением сборной стало 5-е место в 1960 году, в более поздний период — 6-е место в 1976 году.

## Результаты на международных турнирах

### Чемпионаты Европы
| 1935 — 3-е место 1937 — 7-е место 1946 — 1-е место 1947 — 2-е место 1951 — 2-е место 1953 — 4-е место 1955 — 2-е место 1957 — 3-е место 1959 — 2-е место 1961 — 5-е место 1963 — 10-е место 1965 — 7-е место | 1967 — 2-е место 1969 — 3-е место 1971 — 5-е место 1973 — 4-е место 1975 — 6-е место 1977 — 3-е место 1979 — 4-е место 1981 — 3-е место 1983 — 10-е место 1985 — 2-е место 1987 — 8-е место 1991 — 6-е место |

### Чемпионаты мира
1970 — 6-е место
1974 — 10-е место
1978 — 9-е место
1982 — 10-е место

### Олимпийские турниры
1936 — 11-е место
1948 — 7-е место
1952 — 10-е место
1960 — 5-е место
1972 — 8-е место
1976 — 6-е место
1980 — 9-е место

### Универсиады
1959 —  3-е место
1961 —  3-е место
1965 — 5-е место
1970 — 9-е место
1973 — 8-е место
1977 —  3-е место
1987 — 8-е место
1991 — 6-е место

### Дружба-84
Соревнования «Дружба-84» по баскетболу —  2-е место